# Сейсмічність

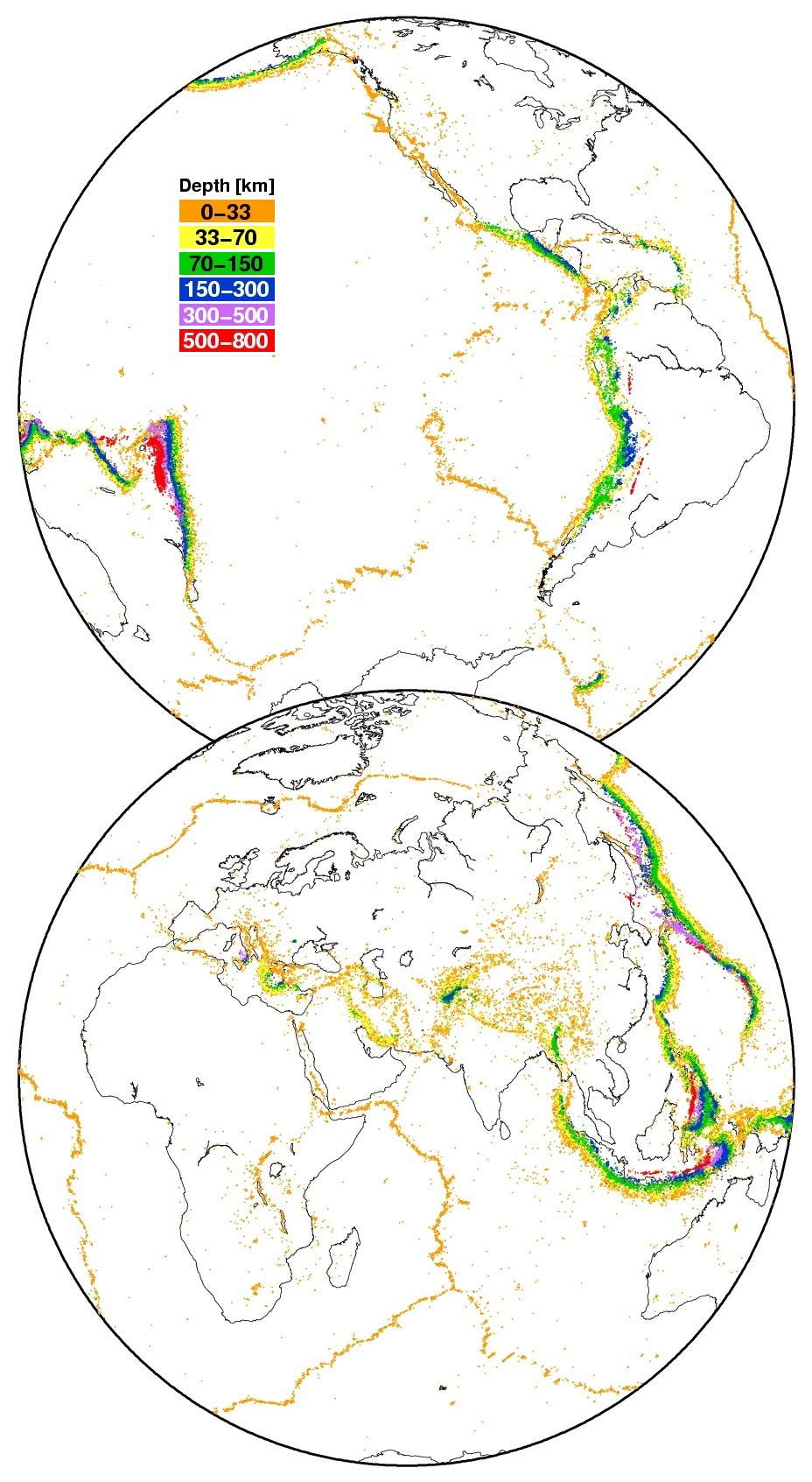
Сейсмічність планети Земля

Сейсмічність Землі  (англ. seismicity, нім. Seismizität f) — схильність Землі або окремих її територій до землетрусів.

## Загальна характеристика
Характеризується територіальним розподілом осередків землетрусів різної енергії, що оцінюється магнітудою або за шкалою енергетичних класів, інтенсивністю їх прояву по поверхні в балах, частотою сейсмічних подій та іншими характеристиками землетрусів.
Сильні землетруси відбуваються переважно в межах протяжних сейсмічних поясів, також в районах серединно-океанічних хребтів і континентальних рифтових зон. Існує також важлива категорія так званих внутрішньоплитових землетрусів, що відбуваються в платформних районах континентів (наприклад, район Газлі, Узбекистан). Найбільшою активністю характеризується Тихоокеанський пояс, на який припадає понад 75 % всієї сейсмічної енергії Землі, і Альпійсько-Гімалайський пояс — близько 20 %. Більша частина сейсмічної енергії виділяється при землетрусах, осередки яких розташовані на глибинах, що не перевищують декількох десятків кілометрів. Проміжні за глибиною землетруси і глибиннофокусні (до 600—700 км) зосереджені в дуже вузьких (за низкою оцінок, не ширше декількох десятків кілометрів) похилих зонах, які мають складну структуру і відрізняються за фізичними характеристиками від вміщуючого простору. Дослідження географічного розподілу землетрусів і особливостей їх механізму в різних поясах зіграли важливу роль в розробці теорії тектоніки плит, згідно з якою основною причиною сейсмічності Землі є накопичення напружень на кордонах рухомих літосферних плит. Проміжні й глибокі землетруси пов'язуються з вивільненням напружень у плитах океанічної літосфери, що занурюються в мантію.

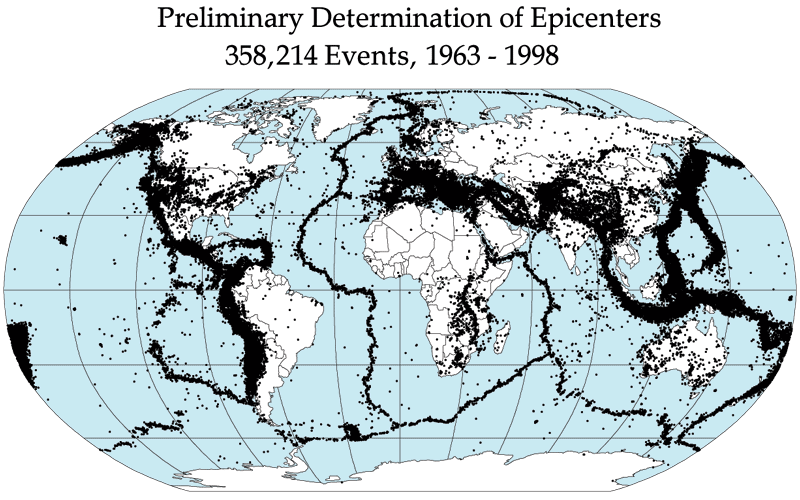
Зони підвищеної сейсмічності на карті світу.

Регіональні дані про енергетичні та просторово-часові розподіли землетрусів називаються сейсмічним режимом. Він може змінюватися в період, що передує сильному землетрусу, в результаті виникнення зони сейсмічного затишшя або появи землетрусів-попередників (форшоків). За сильними неглибокими землетрусами відбуваються рої слабших землетрусів — афтершоків. Іноді спостерігається міграція осередків землетрусів в межах протяжних сейсмогенних зон.

Підземні «ядерні підриви» та сейсмічна активність

Важливою характеристикою сейсмічності є графік повторюваності — логарифмічна залежність числа землетрусів від магнітуди або енергетичного класу. Графіки повторюваності свідчать про різке падіння числа землетрусів зі зростанням магнітуди. При цьому майже вся сейсмічна енергія Землі виділяється при найрідкісніших землетрусах з магнітудою близько 7,5 і більше. З початку 1970-х рр.. при вивченні сейсмічності крім магнітуди використовуються також сейсмічний момент і тензор сейсмічного моменту, що визначаються за особливостями спектру об'ємних або поверхневих сейсмічних хвиль.